# Hai sắc hoa Ti-gôn

Nguyên văn bài thơ đăng trên tờ Tiểu thuyết thứ bảy số 179, ra ngày 30 tháng 10 năm 1937

"Hai sắc hoa Ti-gôn" là một bài thơ của nhà thơ ẩn danh T.T.Kh. trong phong trào Thơ mới, xuất hiện lần đầu trên tờ Tiểu thuyết thứ bảy năm 1937 và sau đó được đưa vào cuốn Thi nhân Việt Nam của Hoài Thanh và Hoài Chân. Đây là sáng tác tiêu biểu nổi tiếng nhất của T.T.Kh. và đã được nhiều nhạc sĩ phổ nhạc lại, đồng thời là nguồn cảm hứng cho thơ ca hậu thế, tạo ảnh hưởng lâu dài lên văn hóa đại chúng.

## Xuất bản và mô tả

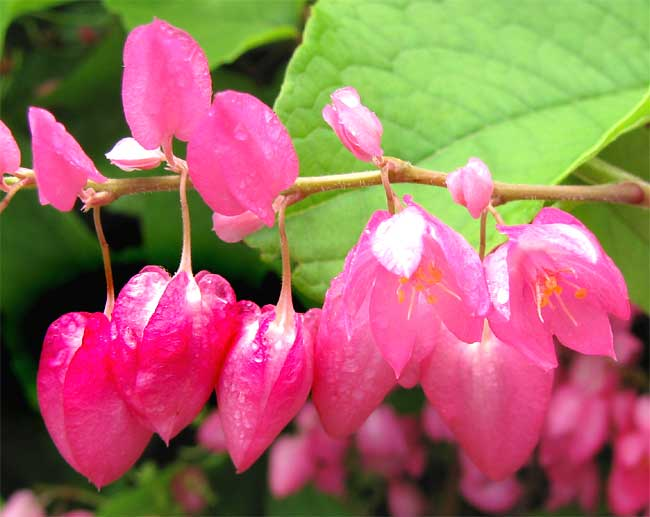
Hoa Hiểu nữ (Tigôn) là một hình ảnh hiện đại đặc trưng xuất hiện trong "Hai sắc hoa Ti-gôn" của T.T.Kh.

Vào ngày 27 tháng 9 năm 1937, tuần báo Tiểu thuyết thứ bảy ở Hà Nội đã đăng truyện ngắn của nhà văn Thanh Châu có tên Hoa Tigôn lên số 174. Nội dung truyện dựa trên chuyện tình có thật của họa sĩ Lê Phổ, kể về mối tình buồn giữa một cô gái với chàng họa sĩ nghèo mới ra trường. Cùng tháng đó, một bài thơ được gửi đến tòa báo với tiêu đề "Hai sắc hoa Ti-gôn", được cho là lấy cảm hứng từ truyện ngắn trên. Thi phẩm đã ra mắt tại số 179 phát hành ngày 30 tháng 10 năm 1937. Theo Thanh Châu, bài thơ của T.T.Kh. có đi kèm bức thư xin chữ ký nhà văn và giãi bày lý do viết nên tác phẩm. Nhưng theo Ngọc Giao, nguyên là thư ký tờ báo, bản thảo thơ ban đầu không được chấp nhận vì viết trên giấy học trò khổ nhỏ với nét bút chì nguệch ngoạc trên cả hai mặt giấy. Tuy nhiên ông đã vô tình phát hiện ra mẩu giấy bị vo tròn nằm trong thùng rác chứa bài thơ rồi đưa cho đồng nghiệp là Trúc Khê để đọc cùng. Cả hai bị ấn tượng với nội dung thơ và sau đó gọi người sắp chữ đến để nhanh chóng đưa "Hai sắc hoa Ti-gôn" lên số mới nhất của tờ.
Bài thơ gồm 10 hoặc 11 khổ, được viết ở thể thơ Thất ngôn tứ tuyệt với giai điệu phảng phất Đường thi. Hầu hết từ ngữ sử dụng trong thơ là thuần Việt và không có từ địa phương hay Hán-Việt, là một trong số các đặc trưng trong phong cách sáng tác của T.T.Kh.. Bài thơ, viết ở ngôi kể thứ nhất ("tôi"), là lời tâm sự, hoài niệm từ một người thiếu phụ về mối tình xưa cũ với người bạn trai cô đem lòng yêu và bi kịch không thể thành đôi khi phải kết hôn với người đàn ông khác, cũng như băn khoăn về phản ứng của "người ấy" lúc biết tin cô đã lấy chồng.

## Đón nhận và đánh giá
Sự kiện bài thơ này cùng "Bài thơ thứ nhất" của T.T.Kh. đăng trên báo thời điểm đó đã thu hút sự quan tâm và bàn luận sôi nổi của giới thi đàn và công chúng Việt Nam, nhờ vào sự hưởng ứng bởi một số nhà thơ nhận tác giả là người yêu của mình; có "kẻ" đã "không ngần ngại cho hai bài ấy là những áng thơ kiệt tác". Đến năm 1942, tác phẩm được đưa vào cuốn Thi nhân Việt Nam của Hoài Thanh và Hoài Chân, là tuyển tập những tác gia và sáng tác nổi bật trong phong trào Thơ Mới 1930-1945. "Hai sắc hoa Ti-gôn" sau đó đã được in lại ở nhiều ấn phẩm tuyển tập thơ khác nhau và được các nhà khảo cứu phân tích để liên hệ với danh tính thực của T.T.Kh..

### Nhận xét
Theo nhà văn Thanh Châu,
| “             | Tôi đọc bài thơ đầu của T.T.Kh ["Hai sắc hoa Ti-gôn"] với một sự cảm động thực thà. Tôi cho rằng những lời thơ xuất từ tâm hồn tầm giản dị nhẹ nhàng và chân thật ấy còn đẹp hơn cả những lời thơ đẹp nhất của các Desbordes Valmores hay Rosemonde Gérard của Pháp nữa. Và tôi thấy chán cả cái nghề viết tiểu thuyết. Bởi tôi nghĩ: cùng một mốt cảm mà T.T.Kh có thể viết nên những vần réo rắt mãi trong tâm can người vậy được, còn câu truyện của tôi, có khéo kể lắm, thì rồi người ta đọc qua một lần cũng sẽ quên đi. | ” |
| — Thanh Châu, | |   |

Theo nhà phê bình văn học Thụy Khuê,
| “            | "Hai sắc hoa ty gôn" mở đường cho một lối lãng mạn khác với lãng mạn Đông Hồ, Tương Phố. Có thể nói "Hai sắc hoa ty gôn" là "giọt lệ tương tư mới", nơi TTKh, không phải là giọt lệ khóc chồng của Tương Phố, khóc vợ của Đông Hồ, mà là giọt lệ "khóc cho tình yêu"; hơn thế nữa, khóc "người tình" ngoài hôn nhân, một đối tượng tự do, phóng khoáng, vượt khỏi khuôn khổ lễ giáo thời bấy giờ. Và lần đầu tiên hai chữ "người ấy" được chính thức đưa vào thi ca, sau này nó sẽ trở thành "cổ điển", trở thành ngôn ngữ gối đầu giường của giới trẻ trong nhiều thế hệ. | ” |
| — Thụy Khuê, | |   |

Theo đài SBS Tiếng Việt,
| “           | "Hai sắc hoa Ti gôn" của thi sĩ TTKh chỉ xuất hiện như ánh sao băng lướt qua bầu trời của thi đàn Việt Nam đăng trên tuần báo Tiểu thuyết thứ Bảy ở Hà Nội vào năm 1937, nhưng đã lay động trái tim của những người yêu thơ cũng như của các nhạc sĩ thời đó [...] Ở vào bất cứ thời đại, bất cứ quan điểm sống nào vẫn luôn có những mối tình đẹp và tan vỡ vì nhiều lý do khác nhau vì nhiều hoàn cảnh khác nhau và vì vậy "Hai sắc hoa Ti gôn" vẫn còn sống mãi trong hoài niệm của những người đã hoặc đang mang theo trong mình mối u tình ngang trái đó. | ” |
| — Tuấn Tôn, | |   |

Theo học giả Thomas D.Le của Viện Việt-Học,
| “              | Bốn bài thơ của T.T.Kh., bắt đầu với "Hai sắc hoa Ti-gôn", là câu chuyện về một mối tình tay ba. Trong khi tình tay ba không phải là hiếm tại bất kỳ xã hội nào, đặt ở bối cảnh xã hội và lịch sử Việt Nam đầu thế kỷ 20 thì nó lại là chủ đề cấm kỵ trong văn học. [...] Sự chấn động mà bài thơ tạo ra nằm ở tính độc đáo trong việc chạm đến trái tim của người đọc một cách phi thường. Thời đó, "Hai sắc hoa Ti-gôn" mới lạ, táo bạo, và thẳng thắn ngoài sức tưởng tượng. Người phụ nữ, bị cản trở bởi phong tục hôn nhân sắp đặt cũ, đã đưa ra bản cáo trạng công khai về chế độ với một lời than khóc trước công chúng. Bằng chính hành động đó của mình, cô vạch trần sự bất công của một tập tục mà xã hội hiện đại không nên dung thứ. Nhà thơ đã nâng cao nhận thức của giới trẻ về nhu cầu cải cách mà không cần đề cập nhiều đến nó. | ” |
| — Thomas D.Le, | |   |

## Trong văn hóa đại chúng
"Hai sắc hoa Ti-gôn" là sáng tác tiêu biểu, nổi tiếng nhất của T.T.Kh và là một trong những bài thơ tình hay nhất thi ca Việt Nam. Tên tuổi tác giả nhờ bài thơ này đã gắn liền với hình ảnh hoa tigôn – được xem như là biểu tượng của tình yêu. Đã có những nhà thơ viết thơ trả lời T.T.Kh. dựa trên bài thơ, trong số đó có "Màu máu Tigôn" của Thâm Tâm. Tác phẩm cũng trở thành nguồn cảm hứng cho thơ ca sau này, đồng thời đi vào âm nhạc Việt Nam khi được nhiều nhạc sĩ phổ nhạc như Trần Thiện Thanh, Hà Phương, Trần Trịnh và Anh Bằng, Từ Vũ, Song Ngọc, Viễn Châu,... Phạm Duy từng nhại lại bài thơ trong Tục ca số 2 "Tình Hôi", thu âm trước 1975.
Sau năm 1954, những người dân di cư vào miền Nam Việt Nam đã chuyền tay nhau bài thơ trên của T.T.Kh. và tạo nên xúc động mạnh cho thế hệ bấy giờ. Khoảng giữa thập niên 1970, trong Nam Bộ rộ lên phong trào in lại những tác phẩm văn học của các tác giả tiền chiến và văn thơ cách mạng. Danh tiếng T.T.Kh. trở nên phổ biến hơn qua phong trào này với việc thơ của tác giả, trong đó có "Hai sắc hoa Ti-gôn", được in theo loại cánh bướm xếp gọn dễ phổ biến và bán với giá rẻ. Có nhiều người đã học thuộc bài thơ; khổ cuối của bài cũng thường xuyên được chế lại, trong đó có bài được cho là của Hồ Dzếnh.
Năm 2017, "Hai sắc hoa Ti-gôn" và câu chuyện của T.T.Kh. với Thâm Tâm đã được dựng thành kịch bolero do đạo diễn Ngọc Tưởng thực hiện. Vở kịch này là một phần của chương trình truyền hình Kịch cùng Bolero; hai diễn viên thể hiện là Lê Phương và Trung Dũng.